# 湯姆·巴徹
湯姆·巴徹（Tom Bacher，1941年11月16日—2017年10月4日），是前丹麥羽球運動員。 
從1960年代中期到1970年代中期，湯姆·巴徹他是丹麥國際級選手。他最大的成就是與波爾·彼得森一起贏得1970年全英羽球錦標賽男子雙打冠軍。
湯姆·巴徹在1974年贏得蘇格蘭羽球公開賽後，開始擔任教練。2004年到2010年，他擔任歐洲羽球聯合會主席。